# Triclistus parasitus
Triclistus parasitus är en stekelart som beskrevs av André Seyrig 1934. Triclistus parasitus ingår i släktet Triclistus och familjen brokparasitsteklar. Inga underarter finns listade i Catalogue of Life.